# Řády, vyznamenání a medaile Papuy Nové Guineje
Systém vyznamenání Papuy Nové Guineje se skládá ze tří řádů a několika dalších medailí. Při příležitosti třicátého výročí zisku nezávislosti představil premiér Michael Somare dne 12. listopadu 2004 nový systém vyznamenání. Stále je však v zemi v platnosti i britský systém vyznamenání.

## Řády
- Řád za chrabrost (Order of Valour) se skládá z jediné třídy, Kříže za chrabrost. Udílen je pouze za nesobecké statečné činy spojené s extrémním osobním nebezpečím. Podobá se svým protějškům v australském či kanadském systému vyznamenání. Před zavedením tohoto ocenění občané Papuy Nové Guineje byly za stejné činy oceňovány Jiřího křížem. Řád za chrabrost byl založen dne 16. září 2005.[1]
- Řád Logohu (Order of Logohu) byl založen dne 16. září 2005. Udíleno je občanům i cizincům za služby státu.[2]
- Řád hvězdy Melanésie (Order of the Star of Melanesia) se skládá z jediné třídy, Společníka hvězdy Melanésie. Udílí se za vynikající služby státu poskytované po dobu patnácti let. Založen byl dne 16. září 2005.[3]

## Medaile
- Medaile Kříž za lékařskou službu (Cross of Medical Service Medal) byla založena dne 16. září 2005. Udílena je za záslužnou službu v medicíně.[4]
- Medaile za vynikající vojenskou službu (Distinguished Military Service Medal) byla založena dne 16. září 2005. Udílena je za záslužnou vojenskou službu.[5]
- Medaile za vynikající policejní službu (Distinguished Police Service Medal) byla založena dne 16. září 2005. Udílena je za záslužnou službu u policie.[6]
- Medaile za vynikající nápravnou službu (Distinguished Correctional Service Medal) byla založena dne 16. září 2005. Udílena je za záslužnou službu v nápravné službě.[7]
- Medaile za zásluhy o záchrannou službu (Meritorious Emergency Service Medal) byla založena dne 16. září 2005. Udílena je za záslužnou službu v záchranných složkách.[8]
- Záslužná medaile za veřejnou službu (Meritorious Public Service Medal) byla založena dne 16. září 2005. Udílena je za záslužnou veřejnou službu.[9]
- Záslužná medaile za komunitní službu (Meritorious Community Service Medal)
- Pochvalná medaile za cenné služby (Commendation for Valuable Service Medal)